# 德斯塔妮·埃亚瓦
德斯塔妮·加布里埃拉·埃亚瓦（Destanee Gabriella Aiava，2000年5月10日—），澳大利亚女子网球运动员。
埃亚瓦在ITF女子巡回赛上赢得了7个单打和13个双打冠军。在赢得2016年澳大利亚U18网球锦标赛后，她首次亮相大满贯正赛，获得了2017年澳大利亚网球公开赛的外卡。她因此成为第一位参加大满贯赛事正赛的2000年代或之后出生的男女球员。她在2024年美国网球公开赛上通过女单资格赛进入正赛，这是她第二次参加大满贯赛事。
埃亚瓦是萨摩亚血统。她的父亲马克（Mark）出生在新西兰，父母是萨摩亚人，母亲罗西（Rosie）出生在美屬薩摩亞。

## 扩展阅读
- Herald Sun （页面存档备份，存于）
- The Sydney Morning Herald （页面存档备份，存于）
- The Sydney Morning Herald （页面存档备份，存于）
- Herald Sun
- Courier Mail
- UBI Tennis （页面存档备份，存于）